# Boter 2
Boter 2 je film iz leta 1974, ki ga je režiral Francis Ford Coppola. Slednji je skupaj z Mariom Puzom tudi napisal scenarij. Gre za drugi del trilogije Boter. Prikazuje nadaljevanje sage družine Corleone iz prvega dela, hkrati pa poglobljeno opiše tudi vzpon mladega Vita Corleona. 

## Vsebina
Film Boter 2 ima dvojno zgodbo. Ena pripoveduje o mladosti in vzponu dona Vita Corleona, druga pa o Michaelu Corleonu.
Zgodba se začne na Siciliji, kjer Vitova mati prosi dona Ciccija, naj se usmili njenega najmlajšega sina, potem, ko ji je že ubil moža in starejšega sina. Ko don Ciccio zavrne, mu zagrozi, ubijejo jo, Vitu pa vseeno uspe zbežati. Pride v Ameriko, kjer ga spravijo v karanteno.
Druga zgodba se začne na jezeru Tahoe, s prvim obhajilom Anthonija Corleona, Michaelovega sina. Michael se kasneje v svoji pisarni sreča s senatorjem Geariyem, ki ga začne izsiljevati, vendar Michael ne popusti.
Michael se sreča tudi s Frankom Pentangelijem, ki je prevzel Clemenzine operacije po njegovi smrti. Pentangeli sovraži brate Rosato, ki jih podpira Hyman Roth iz Miamija.
Michaela poskušajo ubiti v njegovi lastni spalnici. Po tem dogodku se Michael odloči odpotovati v Miami.
Don Vito Corleone (Robert De Niro) dela v trgovini očeta svojega prijatelja. Ko lokalni šef, »Črna roka«, Fanucci pripelje v trgovino svojega nečaka, je Vito odpuščen. S kriminalom začne, ko mu sosed Clemenza pošlje orožje, ki ga mora skriti. Vendar Fanucci ovira posel.
Na praznik, ko so vsi zunaj, Vito izkoristi priložnost ter ustreli Fanuccija. Po Fanuccijevi smrti postane spoštovan in cenjen v soseski. Odpre tudi svoj prvi legalni posel, »Olivno olje Genco«.
Michael Corleone se v Miamiju sreča s Hymanom Rothom, kmalu pa odpotuje na Kubo, na kateri poteka revolucija. Ko revolucija zmaga in diktator Fulgencio Batista pobegne v Dominikansko republiko, Michael hitro zbeži nazaj v Ameriko. Tam izve, da je njegova žena Kay splavila. Ko pa mu pove, da je namerno splavila, jo udari, in vse to privede do ločitve.
Michael naroči eliminacijo svojih sovražnikov: Hymana Rotha, njegovega uslužbenca Johnnija Ole, Frank Pentangeli stori samomor, Michael pa naroči tudi umor svojega brata Freda, zaradi izdajstva, čeprav mu je predhodno že oprostil.
Film se konča s tem, da Michael sam sedi na klopi in se spominja svojih mlajših let.